# 瓦尔特·帕加尼
瓦尔特·帕加尼（西班牙語：Walter Pagani，1957年8月3日—），乌拉圭男子篮球运动员。他曾代表乌拉圭获得1984年夏季奥运会男子篮球比赛第六名。他也参加了1982年世界篮球锦标赛。